# Clássico Vovô (Cuiabá)
Clássico Vovô é o confronto entre os dois times mais antigos do estado de Mato Grosso, o Dom Bosco e o Mixto, clubes de futebol da cidade de Cuiabá.
Recebe esse nome por ser o clássico mais antigo de Mato Grosso e reunir grandes públicos no passado, sendo o jogo, inclusive, onde se registrou o recorde de público do estádio Governador José Fragelli, com 44 021 pagantes, num jogo que terminou com a vitória do Mixto por 2 a 0.